# Pietrowskoje (rejon pietrowski)
Pietrowskoje (ros. Петровское) – wieś (sieło) w Rosji, w obwodzie tambowskim, ośrodek administracyjny rejonu pietrowskiego. W 2021 liczyła 5271 mieszkańców.